# Biruta Lewaszkiewicz-Petrykowska
Biruta Maria Lewaszkiewicz-Petrykowska (ur. 26 sierpnia 1927 w Krakowie, zm. 9 czerwca 2022 w Łodzi) – polska prawnik, profesor nauk prawnych, nauczyciel akademicki Uniwersytetu Łódzkiego, sędzia Trybunału Konstytucyjnego.

## Życiorys
Córka Waleriana i Wandy. W 1949 ukończyła studia na Wydziale Prawa Uniwersytetu Jagiellońskiego, po których podjęła pracę na Uniwersytecie Łódzkim. Odbyła także aplikację adwokacką, do 1965 praktykowała w tym zawodzie. W 1959 uzyskała stopień doktora nauk prawnych, w 1967 habilitowała się. W 1975 otrzymała tytuł profesora nadzwyczajnego, a w 1987 otrzymała tytuł naukowy profesora.
W latach 1973–1978 pełniła funkcję prodziekana, a w okresach 1981–1984 i 1993–1996 była dziekanem Wydziału Prawa Uniwersytetu Łódzkiego. W latach 1983–1997 kierowała Katedrą Prawa Cywilnego na tym wydziale. Wykłada także w katedrze międzynarodowego prawa porównawczego w Strasburgu. Była członkiem naukowych towarzystw prawniczych. W pracy naukowej zajmowała się prawem cywilnym i komparatystyką prawniczą.
W listopadzie 1997 Sejm (z rekomendacji posłów AWS) wybrał ją w skład Trybunału Konstytucyjnego. Kadencję zakończyła 1 grudnia 2006.
Została pochowana na cmentarzu Doły przy ul. Smutnej w Łodzi.

## Odznaczenia
- Krzyż Komandorski z Gwiazdą Orderu Odrodzenia Polski – 2015[4][5]
- Krzyż Komandorski Orderu Odrodzenia Polski – 2009[6]
- Krzyż Oficerski Orderu Odrodzenia Polski – 2001[7]